# Gregory H. Johnson
Gregory Harold Johnson (Londres, 12 de maio de 1962) é um astronauta norte-americano.
Oficial da Força Aérea dos Estados Unidos, Johnson formou-se em maio de 1984 e fez o curso de piloto de combate no Texas, após o qual se tornou instrutor de caças de treinamento T-38 – os jatos-padrão usados para treinamento na NASA e em forças militares dos EUA - até passar a fazer parte de um esquadrão de combate de jatos F-15E em 1989. Dois anos depois, participou de 34 missões de combate durante a Operação Tempestade no Deserto no Golfo Pérsico. 
Entrou para a NASA em 1998 e após o curso de treinamento de astronauta nos dois anos no Centro Espacial Johnson, em Houston, passou a atuar em funções técnicas ligadas a pesquisas e desenvolvimentos de design das cabines de comando de futuros ônibus espaciais.
Depois de ocupar diversos cargos de apoio e desenvolvimento dos ônibus espaciais e do treinamento de astronautas entre 2001 e 2006, ele foi ao espaço em março de 2008 como piloto da Endeavour, na missão STS-123 do programa do ônibus espacial, no qual ele também atuou como principal operador do braço robótico da nave.
Sua segunda missão foi como piloto da Endeavour STS-134, a última missão ao espaço da espaçonave, lançada em 16 de maio de 2011 A missão, cujo principal objetivo foi a colocação em órbita do Espectômetro Magnético Alpha, peça central de um controvertido e pioneiro experimento de US$ 2 bilhões com o qual os cientistas da agência espacial esperam revelar os segredos da misteriosa matéria escura que comporia cerca de 20% do universo, durou 16 dias, e encerrou-se em 1 de junho, com Johnson pilotando a Endeavour em seu último pouso em Cabo Kennedy, Flórida.